# Nantong, Fujian
Nantong (kinesiska: 南通) är en köping i sydöstra Kina. Den ligger i Minhou härad i provinshuvudstaden Fuzhou i provinsen Fujian, omkring 16 kilometer söder om centrala Fuzhou. Antalet invånare är 36 867. Befolkningen består av 18 132 kvinnor och 18 735 män. Barn under 15 år utgör 16,0 %, vuxna 15-64 år 73 %, och äldre över 65 år 10,0 %.